# Municipio de Grant (Arkansas)
El municipio de Grant (en inglés: Grant Township) es un municipio ubicado en el condado de Johnson en el estado estadounidense de Arkansas. En el año 2010 tenía una población de 1377 habitantes y una densidad poblacional de 26,04 personas por km².

## Geografía
El municipio de Grant se encuentra ubicado en las coordenadas 35°25′30″N 93°40′25″O / 35.42500, -93.67361. Según la Oficina del Censo de los Estados Unidos, el municipio tiene una superficie total de 52.87 km², de la cual 49,24 km² corresponden a tierra firme y (6,87 %) 3,63 km² es agua.

## Demografía
Según el censo de 2010, había 1377 personas residiendo en el municipio de Grant. La densidad de población era de 26,04 hab./km². De los 1377 habitantes, el municipio de Grant estaba compuesto por el 92,74 % blancos, el 0,8 % eran afroamericanos, el 1,53 % eran amerindios, el 1,16 % eran asiáticos, el 1,31 % eran de otras razas y el 2,47 % eran de una mezcla de razas. Del total de la población el 4,07 % eran hispanos o latinos de cualquier raza.